# كريس هايوود
كريس هايوود (بالإنجليزية: Chris Haywood)‏ هو ممثل بريطاني، ولد في 24 يوليو 1948 في المملكة المتحدة.

## أعمال

### أفلام
- (1996) تألق[5]
- (1997) أوسكار ولوسيندا[6][7]
- (2011) الجميلة النائمة

### مسلسلات
- العودة إلى عدن

## وصلات خارجية
- كريس هايوود على موقع IMDb (الإنجليزية)
- كريس هايوود على موقع قاعدة بيانات الأفلام العربية
- كريس هايوود على موقع ألو سيني (الفرنسية)
- كريس هايوود على موقع قاعدة بيانات الأفلام السويدية (السويدية)
- كريس هايوود على موقع قاعدة بيانات الفيلم (الإنجليزية)
- كريس هايوود على موقع كينوبويسك (الروسية)